# Mainichi Broadcasting System
Mainichi Broadcasting System, Inc. (株式会社 毎 日 放送 Kabushiki gaisha Mainichi Hōsō, Sistema Mainichi de Radiodifusão) é uma empresa de radiodifusão e televisão com sede em Osaka, no Japão, afiliado à Japan Radio Network (JRN), à National Radio Network (NRN), à Japan News Network (JNN) e a Rede TBS, servindo na região de Kansai.

## História
Mainichi Hōsō é uma estação de radiofusão com base em Osaka, construída pelo Mainichi Shimbun em 1950. Ela foi a primeira estação de rádio comercial do Japão. Em 1956, ela fundiu-se com a Asahi Broadcasting Corporation para formar a Osaka Terebi, mais tarde retomando o nome de Mainichi Broadcasting System em 1958.